# زیردریایی کلاس گریبک
سابمارین کلاس گریبک (به انگلیسی: Grayback-class submarine) یک کلاس از زیردریایی است که طول آن ۳۱۷ فوت ۷ اینچ (۹۶٫۸۰ متر) می‌باشد.